# Лаанет, Калле
Ка́лле Ла́анет (эст. Kalle Laanet; род. 25 сентября 1965, Ориссааре, Сааремаа, Эстонская ССР, СССР) — эстонский государственный и политический деятель, бывший полицейский.

## Биография
Родился 25 сентября 1965 года в волости Ориссааре.
Окончил Университет Конкордия по специальности юриспруденция и Национальную академию ФБР. 
Свою трудовую деятельность начал в 1993 году. Тогда он работал комиссаром отдела преступлений против собственности центрального управления уголовной полиции Эстонии. В должности комиссара он проработал до 1994 года. С 1995 по 2005 был префектом различных полиций: Сааре (1995 — 2002), Таллинской (2002 — 2004), Западной (2004 — 2005).
В 2005 году был назначен на должность министра внутренних дел Эстонии. На этой должности проработал до 2007 года.
С 2007 года по 2021 год — член Рийгикогу. Работал в Комитете по правовым вопросам на должности заместителя председателя. В комитете он проработал до 2015 года, после чего был назначен на должность председателя Конституционного комитета. С 2017 по 2018 — заместитель председателя Комитета по надзору за органами безопасности. До назначения на должность министра обороны работал заместителем председателя Комитета национальной обороны.
26 января 2021 года назначен на должность министра обороны Эстонии в правительстве Каи Каллас. 14 июля 2022 года правительство ушло в отставку. 17 апреля 2023 года занял должность министра юстиции Эстонии.

## Личная жизнь
Женат, имеет двух дочерей и сына.

## Награды
- Медаль Балтийской ассамблеи (2011 год)[6]